# Ernest Depré
Ernest Depré, né le 20 mai 1854 à Paris 7e et mort le 26 mai 1932 à Paris 17e, est un dramaturge et librettiste français.

## Biographie
Après de longues études et un doctorat en droit, Depré a fait ses débuts au théâtre avec Madame Boniface, aux Bouffes-Parisiens.
Il a ensuite produit une succession d’actes légers et plaisants, ainsi que de livres et de recueils de monologues que les comédiens répandaient dans le monde, et d’essais où l’ironie s’alliait à une érudition rare.
Il s’est ensuite tourné vers le roman populaire, pour écrire, avec Aristide Bruant, le Cœur cassé, ainsi que d’autres romans.
Lorsque Arthème Fayard a créé la revue satirique, l’Indiscret (d), à laquelle collaboraient alors Henry Kistemaeckers, Léon Sazie, Arthur Bernède et tant d’autres contemporains, il lui en a confié la direction.
Privé d’un œil dans sa jeunesse, il avait ensuite eu l’autre atteint de la cataracte et était devenu presque aveugle. Il partageait son temps entre son appartement du boulevard Pereire et Nice. C’est dans cette ville qu’il a pu entendre, peu de temps avant sa mort, Gabriel Signoret dans son Père naturel, et constater que sa pièce n’avait pas vieilli.
Frère du peintre Albert Depré, il avait épousé l’actrice Evelyne Jeanney. Protestant, il a été incinéré au colombarium du Père-Lachaise. Il était chevalier de la Légion d’honneur.

## Jugements
« Avec lui disparait un poète charmant un humoriste plein de verve, un de ces Parisiens spirituels et avertis dont l’existence fut consacrée aux lettres, au théâtre, à la chronique. »